# Văn hóa mạng Hàn Quốc
Văn hóa mạng Hàn Quốc chỉ đến nhiều hoạt động khác nhau mà người dùng Internet của Hàn Quốc tham gia trên không gian mạng. Hầu hết người dùng Internet đều nằm trong độ tuổi từ 13 - 50. Mọi người thường lên mạng ở các quán cà phê Internet (tiếng Hàn: PC방; PC bang).
Đa phần các hoạt động này đều nhắm đến đối tượng thanh thiếu niên và sinh viên đại học, cao đẳng. Những thanh niên cảm thấy việc đánh văn bản dễ chịu và thoải mái hơn việc giao tiếp trò chuyện thì được gọi là "hội ngón tay cái".